# 로잘린드 크라우스
로잘린드 엡스타인 크라우스(Rosalind Epstein Krauss, 1941년 11월 30일 ~ )는 미국 미술 평론가이자 뉴욕 컬럼비아 대학교 교수이다.  20세기 회화, 조각 및 사진 분야에서의 스칼리십으로 유명하다. 비평가이자 이론가로서의 활동으로 알려져 있다.
역사적, 이론적, 형식적 차원에서 모더니즘 미술의 현상을 이해하려는 시도를 하였다. 예를 들어, 그녀는 사진의 발달에 관심을 가져왔고, 그의 역사는 모더니즘 회화와 조각의 그것과 평행선을 달렸고, 그 역사는 색인 마크의 역할이나 아카이브의 기능과 같이 "고급 예술"에서 이전에 간과되었던 특정한 현상을 가시적으로 만들어냈다. 크라우스도 클레멘트 그린버그의 비평에 영향을 받았다.